# L'Oiseau de mauvais augure
L'Oiseau de mauvais augure (titre original : Olycksfågeln) est un roman policier de Camilla Läckberg, publié en Suède le 5 janvier 2006. La version française paraît le 5 mai 2010 aux éditions Actes Sud dans la collection Actes -noirs.

## Résumé
Anna, la sœur d'Erika semble apathique depuis qu'elle a déménagé avec ses deux enfants chez Erika et Patrick. Pour compliquer sa tâche, Erika prend soin des enfants d'Anna, ainsi que de sa propre fille Maja, en même temps, qu'elle prépare son mariage avec Patrick.
De son côté, Patrick accueille Hanna Kruse, une nouvelle employée du poste de police, tout de suite aimée par ses collègues.
Sur les entrefaites, une femme est retrouvée morte dans une voiture qui a percuté un arbre. Elle pue l'alcool et tout semble indiquer qu'il s'agit là d'un autre banal accident causé par un fort état d'ébriété si commun dans la région. Or la famille de la victime affirme qu'elle ne buvait jamais d'alcool. Patrick soupçonne alors qu'elle a été assassinée.
Peu après, une émission de téléréalité tournée dans les environs, où six jeunes doivent composer avec l'alcool, tourne mal quand l'un des participants est assassiné. Patrick et son équipe doivent maintenant faire toute la lumière sur ces deux meurtres qui n'ont rien d'une simple coïncidence.

## Personnages
Erica Falck : romancière, biographe, elle vit en concubinage avec Patrick Hedström. Ils ont une fille de 8 mois : Maja.
Patrick Hedström : fiancé d'Erica Falck. Il est policier/inspecteur au commissariat de Tanumshede.
Anna Maxwell : sœur d'Erica, un peu plus jeune. Elle a deux enfants : Emma et Adrian.
Bertill Mellberg : commissaire principal du commissariat de Tanumshede.
Annika Jansson : secrétaire au commissariat. Elle est aussi spécialiste des archives et de psychologie. C'est la bonne copine, celle à qui rien n'échappe et jamais à court de conseils pour ses collègues surtout Patrick.
Hanna Kruse : policière/enquêteuse. Nouvellement arrivée dans le commissariat de Tanumshede, elle succède à l'ancien enquêteur cossard Ernst Lundgren.
Lars : mari d'Hanna Kruse, il est psychologue.
Gösta Flygare : enquêteur fainéant.
Tord Pedersen : médecin légiste.

## Éditions

### Édition originale suédoise
- Olycksfågeln, Stockholm, Forum, 2006

### Éditions en français

#### Édition imprimée originale
- Camilla Läckberg (trad. du suédois par Lena Grumbach et Catherine Marcus), L'Oiseau de mauvais augure [« Olycksfågeln »], Arles, éd. Actes Sud, coll. « Actes noirs », 5 mai 2010, 365 p., 24 cm (ISBN 978-2-7427-9106-4, BNF 42202657)

#### Livre audio
- Camilla Läckberg (trad. du suédois par Lena Grumbach et Catherine Marcus), L'Oiseau de mauvais augure [« Olycksfågeln »], Paris, Audiolib, 15 septembre 2010 (ISBN 978-2-35641-247-8, BNF 42265361)Texte intégral ; narrateur : Éric Herson-Macarel ; support : 2 disques compacts audio MP3 ; durée : 13 h 20 min environ ; référence éditeur : Audiolib 25 0283 9.

#### Édition en gros caractères
- Camilla Läckberg (trad. du suédois par Lena Grumbach et Catherine Marcus), L'Oiseau de mauvais augure [« Olycksfågeln »], Cergy, éd. À vue d'œil, coll. « 16-17 : suspense », 15 septembre 2011, 726 p., 24 cm (ISBN 978-2-84666-649-7, BNF 42511524)Édition présentée en deux volumes indissociables.

#### Édition au format de poche
- Camilla Läckberg (trad. du suédois par Lena Grumbach et Catherine Marcus), L'Oiseau de mauvais augure [« Olycksfågeln »], Arles, éd. Actes Sud, coll. « Babel noir » (no 111), 7 mai 2014, 481 p., 18 cm (ISBN 978-2-330-02867-1, BNF 43837349)

## Adaptation à la télévision
- 2010 : Olycksfågeln, téléfilm suédois réalisé par Emiliano Goessens (sv). L'Oiseau de mauvais augure est adapté dans un téléfilm en deux parties diffusées en janvier 2010 sur la chaîne de télévision suédoise SVT[1].

### Distribution[2]
- Elisabet Carlsson (en) : Erica Falck
- Niklas Hjulström (en) : Patrik Hedström
- Sven-Åke Gustavsson : Bertil Mellberg
- Jonas Karlström (en) : Martin Molin
- Lia Boysen : Hanna Kruse
- Michelle Hedberg : Hanna Kruse, enfant
- Nelli Hellström : Hanna Kruse, adolescente
- Christer Fjällström : Gösta Flygare
- Lotta Karlge : Annika Jansson
- Jimmy Lindström : Lars Kruse
- Albin Lagerberg : Lars Kruse, enfant
- Christoffer Hedén : Lars Kruse, adolescent
- Carina Söderman : Sigrid Jansson
- Aliette Opheim : Vanessa
- Adam Lundgren : Ulf
- Sofia Pekkari : Jonna
- Rodrigo Pozo Vizcarra : Jorge
- Lena B. Eriksson : Rosemarie
- Anna Bjelkerud : Kerstin
- Henrik Norlén : Ola Jansson
- Per Öhagen : Tomas
- Maria Hörnelius : Hedda
- Juan Rodriguez : Silvio Mancini